# ČFL
De Česká fotbalová liga, beter bekend onder de afkorting ČFL, is het 3de hoogste voetbaldivisie van Tsjechië. Het is een van de twee 3de divisies, want de ČFL bestaat uit teams uit de regio de Bohemen, terwijl de andere 3de divisie MSFL, bestaat uit teams uit Moravië en Tsjechisch-Silezië.
De winnaar van de ČFL promoveert naar de Fotbalová národní liga, terwijl er ook drie naar de competitie stijgen. Namelijk de winnaars van Divize A, Divize B en Divize C, allen de 4de klasse van Tsjechië.

## Teams 2018/2019
- SK Benešov
- FK Dobrovice
- TJ Jiskra Domažlice
- TJ Jiskra Ústí nad Orlicí
- FK Králův Dvůr
- FK Litoměřicko
- FK Loko Vltavín
- SC Olympia Radotín
- FC Písek
- SK Převýšov
- FC Slavia Karlovy Vary
- FK Slavoj Vyšehrad
- TJ Slovan Velvary
- SK Sokol Brozany
- TJ Sokol Živanice
- TJ Štěchovice
- SK Viktorie Jirny
- SK Zápy

## Kampioenen
| Seizoen | Kampioen                     |
| ------- | ---------------------------- |
| 1993/94 | FK Armaturka Ústí n.L.       |
| 1994/95 | SK Chrudim                   |
| 1995/96 | AFK Atlantic Lázně Bohdaneč  |
| 1996/97 | SK Slavia Praag „B“          |
| 1997/98 | FK Mladá Boleslav            |
| 1998/99 | Spolana Neratovice           |
| 1999/00 | FC Chomutov                  |
| 2000/01 | FK Mogul Kolín               |
| 2001/02 | AC Sparta Praag B            |
| 2002/03 | Tatran Prachatice            |
| 2003/04 | MFK Ústí nad Labem           |
| 2004/05 | SC Xaverov Horní Počernice   |
| 2005/06 | FC Zenit Čáslav              |
| 2006/07 | FK Bohemians Praag           |
| 2007/08 | AC Sparta Praag B            |
| 2008/09 | FC Graffin Vlašim            |
| 2009/10 | FK Spartak MAS Sezimovo Ústí |
| 2010/11 | FK Bohemians Praag           |
| 2011/12 | MFK Chrudim                  |
| 2012/13 | FK Loko Vltavín              |
| 2013/14 | FK Kolín                     |
| 2014/15 | Bohemians Praag (Prosek)     |
| 2015/16 | SK Viktorie Jirny            |
| 2016/17 | SK Viktorie Jirny            |
| 2017/18 | MFK Chrudim                  |
| 2018/19 | FK Slavoj Vyšehrad           |
| 2019/20 | FC MAS Táborsko              |
| 2020/21 | Geen                         |
| 2021/22 | SK Slavia Praag B            |
| 2022/23 | FK Viktoria Žižkov           |
| 2023/24 | Sk Slavia Praag B            |

Albanië ·
België (tot 2016 / vanaf 2016) · 
Bulgarije ·
Cyprus · 
Denemarken · 
Duitsland · 
Engeland · 
Estland · 
Finland · 
Frankrijk · 
Georgië · 
Gibraltar ·
Griekenland · 
Italië · 
Ierland · 
Kroatië · 
Luxemburg · 
Nederland · 
Noord-Ierland · 
Noord-Macedonië · 
Noorwegen · 
Oekraïne · 
Oostenrijk · 
Polen · 
Portugal · 
Roemenië · 
Rusland · 
Schotland · 
Servië · 
Slovenië · 
Slowakije · 
Spanje (tot 2021 / vanaf 2021) · 
Tsjechië (Moravië / Bohemen) ·
Turkije · 
Wales · 
Zweden · 
Zwitserland